# Selenocosmia orophila
Selenocosmia orophila là một loài nhện trong họ Theraphosidae.
Loài này thuộc chi Selenocosmia. Selenocosmia orophila được Tord Tamerlan Teodor Thorell miêu tả năm 1897.